# Scrophularia macrophylla
Scrophularia macrophylla är en flenörtsväxtart som beskrevs av Pierre Edmond Boissier. Scrophularia macrophylla ingår i släktet flenörter, och familjen flenörtsväxter. Inga underarter finns listade i Catalogue of Life.